# ESI Group
ESI Group — разрабатывает и реализует программное обеспечение, позволяющее создавать компьютерные модели и виртуальные прототипы изделий и их поведения в ходе производства, испытаний и реальной эксплуатации. Инженеры различных отраслей промышленности во всем мире используют программное обеспечение ESI Group для оценки поведения разрабатываемого продукта на самых ранних стадиях разработки с целью определения и исключения возможных недочетов и ошибок проекта.

## История
Компания ESI была основана в 1973 году во Франции г-ном Алэном де Руврэ (Alain de Rouvray) совместно с тремя коллегами и соратниками, недавно получившими степени докторов наук в Калифорнийском Университете Беркли (University of California Berkeley) Жаком Дюбуа (Jacques Dubois), Ираджем Фархуманом (Iraj Farhooman) и Эберхардом Хаугом (Eberhard Haug). Первоначально компания осуществляла консалтинг для предприятий оборонной, аэрокосмической и атомной промышленностей Европы.

30 мая 1978 года на инженерной конференции в Штутгарте (Verein Deutscher Ingenieure) ESI Group впервые представила компьютерную симуляцию столкновения военного истребителя с энергоблоком атомной электростанции. В немецком автомобилестроении тогда уже тестировалась применяемость нескольких недавно появившихся компьютерных программ для моделирования краш-тестов, включая и программу, разработанную ESI, которая впоследствии стала основой для теперь уже широко известного продукта PAM-CRASH. В рамках данного проекта по тестированию таких систем программа — предшественник PAM-CRASH смогла построить достоверную компьютерную модель фронтального удара автомобиля с пассажирами менее чем за 12 часов. Это был первый успешный опыт виртуального моделирования краш-теста целого автомобиля. После данного успеха программное обеспечение ESI Group начало использоваться как основная система для виртуального моделирования переворачивания автомобиля в компании Bavarian Motor Works (BMW). Система конечно-элементного анализа ESI позволяла получить точный расчет структурных деформаций, тогда как твердотельная модель использовалась лишь для определения зон деформации и моделирования участков полета.
В июле 2000 года компания ESI Group инициировала Первое открытое размещение акций, что позволило привлечь инвестиции в размере 30 миллионов Евро, которые были направлены на финансирование разработки программного обеспечения. В 2003 году компания приобрела CAE- решения для создания среды виртуального моделирования и контроля, разработанные компанией EASi. В 2004 году ESI Group инвестировала 5 миллионов долларов в Индийский Центр Разработки программного обеспечения, обеспечив тем самым расширение Центра до 300 разработчиков в течение нескольких лет. В феврале 2004 года ESI Group также приобрела у «CFD Research Corp.» несколько программных продуктов для моделирования гидрогазодинамических процессов и явлений, среди которых ныне широко известные CFD-ACE+, CFD-FASTRAN, CFD-VISCART и CFD-CADalyzer. В декабре 2008 года в состав ESI Group вошла американская компания «Mindware Engineering Inc.», специализировавшаяся на оказании консалтинговых услуг при расчетах и моделировании гидрогазодинамических явлений и располагавшая на тот момент штатом специалистов в количестве 70 человек в США, Европе и Индии.

2011 год ознаменовался для ESI Group крупными приобретениями — немецкой компании-разработчика инструмента интерактивной виртуальной реальности «IC.IDO» с уникальным одноименным продуктом, позволяющим визуализировать модель изделия в 3D и виртуально взаимодействовать с ним, оценивая поведение будущего изделия в условиях реальной эксплуатации, а также шведской компании-разработчика программного решения EField для моделирования электромагнитных процессов и явлений.

В 2012 году настоящим революционным событием в мире CAE стало приобретение ESI Group компании «OpenCFD Ltd.», в результате которого ESI стала обладателем решения для моделирования гидрогазодинамических процессов OpenFOAM® , широко известного во всем мире благодаря своему открытому коду, то есть бесплатному доступу, причем приобретение ESI Group данного решения не отменяет его открытости для пользователей.
Компания ESI Group прошла сертификацию по системе ISO9001, признаваемой лидерами мировой энергетической промышленности Areva и Électricité de France (EDF) соответствующей собственной системе сертификации Q-N100, Q-N300 и SGAQ. Также компания получила сертификаты соответствия требованиям конфиденциальности и сохранности информации оборонной отрасли Франции и Комиссариата по Атомной энергетике (Commissariat à l'énergie atomique).

## Программные продукты
В июле 2010 года авторитетный британский журнал «Desktop Engineering» назвал решение от ESI Group для моделирования функционирования изделий в реальных условиях Virtual Performance Solution (VPS) Выбором Редакции. Главный редактор Энтони Локвуд (Anthony Lockwood) объяснил выбор издания так: «Решение VPS от ESI Group охватывает множество систем, в том числе и „золотой стандарт“ в области моделирования краш-тестов систему PAM-CRASH. Но главное и уникальное в этом решении, это то, что оно предоставляет Вам единую среду для моделирования… Вы работаете над расчетами в различных областях с единой ключевой моделью, у Вас нет необходимости моделировать каждый раз заново каждый специфический процесс. Это впечатляюще ускоряет ход работ и экономит Ваши время и деньги, сокращая необходимость использования отдельных решателей и исключая массу однотипных действий».

Компания «Форд» (Ford Motor Company) использует продукт Pam-Comfort, разработанный ESI Group в линейке моделирования функционирования изделий в реальных условиях Virtual Performance Solution (VPS), для расчета контура спинки кресла при нагружении весом пассажира\водителя и механизма поддержки поясничного отдела при движении автомобиля. Рассчитанная величина прогиба спинки кресла полностью подтверждается и опытными значениями.

Исследователи Европейского Космического Агентства (ESA) применяют систему CFD-ACE+ от ESI Group для моделирования эффузионного охлаждения с турбулентным движением в основном потоке, а также с ламинарным движением в пористых средах. Высокопроизводительные вычисления являются критическими для моделирования пористых сред, поэтому (ESA) использует до 48 процессоров в одном расчете.
Компания ESI также разрабатывает решение для моделирования процессов литья ProCAST. В 2006 году этот программный продукт удостоился премии «European Technology Leadership of the Year», присуждаемой аналитической компанией Frost&Sullivan, в сфере численного моделирования технологических процессов литья.
«Precision Engineering» — американская компания из штата Мичиган, специализирующаяся на штамповке металла, благодаря использованию продукта PAM-STAMP при моделировании процессов волочения и формовки, сократила затраты на отладку оснастки с $18 000 до $3 600. Данный программный продукт также с успехом используется компанией «Atlas Tool» для расчета и снижения эффекта пружинения деталей из высокопрочных и двухфазных сталей.
В авиакосмической отрасли использование системы инженерного документооборота Vdot от ESI Group стало одним из четырех необходимых условий прохождения в 2008 году специализированного аудита NASA AS9100 компанией «Michoud Assembly Facility» (MAF). MAF использует программный продукт Vdot для построения единых бизнес-процессов и соединения в систему требований заказчиков и внутриорганизационных документов компании.
VA One — программный продукт, разработанный ESI Group для моделирования виброакустических явлений, был оценен упомянутым выше изданием «Desktop Engineering»: «VA One сочетает метод конечных элементов (FE), метод граничных элементов (BEM), и статистический анализ энергии (SEA) в единой модели. К тому же он может использоваться на любой из стадий проектирования, что минимизирует количество физических прототипов, вынужденных изменений в последний момент и непопаданий „пальцем в небо“. С продуктом VA One вы сможете развернуть модель за несколько часов и получить результат расчета за несколько минут, если не быстрее».